# Ратко Радовановић
Ратко Радовановић (Невесиње, 16. октобар 1956) бивши је југословенски кошаркаш, а након тога и кошаркашки функционер.

## Каријера
Радовановић је рођен у Невесињу али је одрастао у Никшићу.
У сјајној играчкој каријери био је члан Босне, Стад Франса из Париза и Венеције. Са Босном је освојио три титуле шампиона Југославије и Куп европских шампиона 1979. године. За сарајевски тим одиграо је око 500 утакмица и постигао око 10.000 кошева.
Године 1980. проглашен је за најбољег спортисту СР Босне и Херцеговине. Одиграо је две утакмице за репрезентацију Европе, 26. и 28. јуна 1979. године.
Имао је блиставу каријеру у дресу репрезентације Југославије. За „плаве“ је одиграо 205 утакмица и постигао 2.175 кошева. Са репрезентацијом Југославије је освојио све што се освојити могло. Освојио је златне медаље Балкана, Европе, света и олимпијско злато.
Освојио је укупно 9 медаља са Олимпијских игара, Светских и Европских првенстава. Више освојених медаља од њега имају само Дражен Далипагић (12), те Драган Кићановић и Владе Дивац (по 10).
Дуги низ година је радио као спортски директор КК ФМП Железник. Од 2025. године постао је члан ФИБА куће славних.

## Успеси

### Клупски
- Босна

Куп европских шампиона (1): 1978/79.
Првенство Југославије (3): 1977/78, 1979/80, 1982/83.
Куп Југославије (1): 1978.

### Репрезентативни
- Златне медаље

Европско првенство 1977. у Белгији
Светско првенство 1978. на Филипинима
Олимпијске игре 1980. у Москви
- Сребрне медаље

Европско првенство 1981. у Чехословачкој
- Бронзана медаља

Европско првенство 1979. у Италији
Светско првенство 1982. у Колумбији
Олимпијске игре 1984. у Лос Анђелесу
Светско првенство 1986. у Шпанији
Европско првенство 1987. у Грчкој